# Marko Daňo
Marko Daňo (* 30. November 1994 in Eisenstadt, Österreich) ist ein slowakischer Eishockeyspieler, der seit September 2021 beim HC Oceláři Třinec in der tschechischen Extraliga unter Vertrag steht und dort auf der Position des rechten Flügelstürmers spielt. Sein Vater Jozef war ebenfalls professioneller Eishockeyspieler.

## Karriere
Marko Daňo kam in Eisenstadt zur Welt, wuchs allerdings im slowakischen Trenčín auf. Er spielte dort bis 2012 beim HK Dukla Trenčín und wechselte anschließend zum HC Slovan Bratislava, für den er in der Kontinentalen Hockey-Liga aktiv war. Im NHL Entry Draft 2013 wurde er von den Columbus Blue Jackets an 27. Position ausgewählt.
Am 14. März 2014, während der Saison 2013/14, unterschrieb Daňo einen NHL-Einstiegsvertrag mit den Columbus Blue Jackets. Wenige Tage später schickte ihn das Management der Blue Jackets zu deren AHL-Farmteam, den Springfield Falcons, wo er bis zum Saisonende noch 10 Spiele absolvierte. In der Spielzeit 2014/15 debütierte er in der NHL und kam zu etwa gleichen Teilen bei den Falcons und den Blue Jackets zum Einsatz.
Im Juni 2015 wurde er samt Corey Tropp, Artjom Anissimow, Jeremy Morin und einem Viertrunden-Wahlrecht für den NHL Entry Draft 2016 zu den Chicago Blackhawks transferiert. Die Blue Jackets erhielten im Gegenzug Brandon Saad, Alex Broadhurst und Michael Paliotta. Die Blackhawks gaben ihn in der Folge während der Saisonvorbereitung an ihr AHL-Farmteam, die Rockford IceHogs, ab.
Im Februar 2016 wurde Daňo samt einem Erstrunden-Wahlrecht für den NHL Entry Draft 2016 sowie einem erfolgsabhängigen Drittrunden-Wahlrecht für den NHL Entry Draft 2018 (falls Chicago den Stanley Cup 2016 gewinnt; geschah nicht) an die Winnipeg Jets abgegeben. Im Gegenzug wechselten Andrew Ladd, Jay Harrison und Matt Fraser zu den Blackhawks. Bei den Jets gelang es dem Slowaken schließlich sich in der NHL durchzusetzen und gehörte in den folgenden beiden Spielzeiten stets fest zum Kader, obwohl er einen Großteil der Spielzeiten immer wieder auf der Tribüne saß. Zu Beginn der Saison 2018/19 versuchte ihn das Management schließlich über den Waiver in die AHL zu beordern, was aber daran scheiterte, dass ihn die Colorado Avalanche von dort auswählte und seinen Vertrag damit übernahm. Als die Avalanche dies einen Monat später erneut versuchte, kehrte der Slowake über den Waiver nach Winnipeg zurück. Dort beendete er die Spielzeit und wechselte anschließend im August 2019 als Free Agent zu den Columbus Blue Jackets, bei denen er seine NHL-Karriere begonnen hatte. Nach der Spielzeit 2019/20 kehrte der Slowake vorerst in seine Heimat zurück, indem er sich dem HK Dukla Trenčín anschloss. Wenig später unterzeichnete er im November 2020 einen neuen Einjahresvertrag bei den Winnipeg Jets, sodass er zu seinem früheren Arbeitgeber zurückkehrte.
Nach acht Jahren in Nordamerika kehrte er im September 2021 nach Europa zurück, indem er sich dem HC Oceláři Třinec aus der tschechischen Extraliga anschloss. Dort gewann Daňo in den Jahren 2022, 2023 und 2024 mit dem Klub die Tschechische Meisterschaft.

### International
Daňo nahm im Juniorenbereich an zahlreichen Turnieren für sein Heimatland teil. So spielte er bei den U18-Junioren-Weltmeisterschaften 2011 und 2012 der Division IA, den U20-Junioren-Weltmeisterschaften 2012, 2013 und 2014 sowie dem Ivan Hlinka Memorial Tournament 2011. Dabei glänzte der Stürmer vor allem bei der U18-Junioren-Weltmeisterschaft der Division IA 2012, als ihm mit der Mannschaft der Wiederaufstieg gelang. Daran hatte er als Topscorer, bester Torschütze und bester Stürmer des Turniers maßgeblichen Anteil.
Im Seniorenbereich spielte Daňo bei den Weltmeisterschaften in den Jahren 2013 in Finnland und Schweden, 2015 in Tschechien, 2016 in Russland, 2019 in seiner slowakischen Heimat und 2024 in Tschechien. Zudem gewann er mit dem slowakischen Olympiaaufgebot bei den Olympischen Winterspielen 2022 in Peking die Bronzemedaille.

## Erfolge und Auszeichnungen
- 2022 Tschechischer Meister mit dem HC Oceláři Třinec
- 2023 Tschechischer Meister mit dem HC Oceláři Třinec
- 2023 Bester Stürmer der Extraliga-Hauptrunde
- 2024 Tschechischer Meister mit dem HC Oceláři Třinec

### International
| - 2012 Aufstieg in die Top-Division bei der U18-Junioren-Weltmeisterschaft der Division IA - 2012 Topscorer der U18-Junioren-Weltmeisterschaft der Division IA - 2012 Bester Torschütze der U18-Junioren-Weltmeisterschaft der Division IA | - 2012 Bester Stürmer der U18-Junioren-Weltmeisterschaft der Division IA - 2022 Bronzemedaille bei den Olympischen Winterspielen |

## Karrierestatistik
Stand: Ende der Saison 2023/24

### International
Vertrat die Slowakei bei:
| - U18-Junioren-Weltmeisterschaft 2011 - Ivan Hlinka Memorial Tournament 2011 - U20-Junioren-Weltmeisterschaft 2012 - U18-Junioren-Weltmeisterschaft der Division IA 2012 - U20-Junioren-Weltmeisterschaft 2013 - Weltmeisterschaft 2013 - U20-Junioren-Weltmeisterschaft 2014 | - Weltmeisterschaft 2015 - Weltmeisterschaft 2016 - Weltmeisterschaft 2019 - Qualifikationsturnier für die Olympischen Winterspiele 2022 - Olympischen Winterspielen 2022 - Weltmeisterschaft 2024 |

(Legende zur Spielerstatistik: Sp oder GP = absolvierte Spiele; T oder G = erzielte Tore; V oder A = erzielte Assists; Pkt oder Pts = erzielte Scorerpunkte; SM oder PIM = erhaltene Strafminuten; +/− = Plus/Minus-Bilanz; PP = erzielte Überzahltore; SH = erzielte Unterzahltore; GW = erzielte Siegtore; 1 Play-downs/Relegation; Kursiv: Statistik nicht vollständig)